# Сердица
Сердица (словен. Serdica, мађ. Seregháza) је насељено место у општини Рогашовци, Помурска регија, Словенија.

## Историја
До територијалне реорганизације у Словенији била је у саставу старе општине Мурска Собота.

## Становништво
У попису становништва из 2011. године, Сердица је имала 532 становника.
| Број становника према пописима | Број становника према пописима | Број становника према пописима |
| ------------------------------ | ------------------------------ | ------------------------------ |
| 1991                           | 2002                           | 2011                           |
| 604                            | 528                            | 532                            |

## Галерија
- Сердишки брег, парк природе Горичко
- Сердишки брег, антене
- Сердишки брег, пејзаж
- Сердишки брег, детаљ